# Хлорид хлоропентаамминкобальта(III)
Хлорид хлоропентаамминкобальта(III) (тривиальное название — пурпуреохлорид) — неорганическое соединение,
комплексный аммин соли металла кобальта и соляной кислоты
с формулой [Co(NH3)5Cl]Cl2,
красные кристаллы,
слабо растворяется в воде.

## Получение
- Реакция оксалата аквапентаамминкобальта(III) и соляной кислоты:

{\displaystyle {\mathsf {[Co(NH_{3})_{5}(H_{2}O)]_{2}(C_{2}O_{4})_{3}+6HCl\ {\xrightarrow {}}\ }}}
{\displaystyle {\mathsf {\ {\xrightarrow {}}\ 2[Co(NH_{3})_{5}Cl]Cl_{2}\downarrow +3H_{2}C_{2}O_{4}+2H_{2}O}}}
- Реакция акватированного хлорида кобальта(II) с аммиаком, хлоридом аммония и кислородом воздуха:

{\displaystyle {\mathsf {4[Co(H_{2}O)_{6}]Cl_{2}+16NH_{3}+4NH_{4}Cl+O_{2}\ \xrightarrow {} \ }}}
{\displaystyle {\mathsf {\ \xrightarrow {} \ 4[Co(NH_{3})_{5}Cl]Cl_{2}\downarrow +26H_{2}O}}}

## Применение
Реакцией хлорида хлоропентаамминкобальта(III) и нитрита натрия получают хлорид нитропентаамминкобальта(III)

## Физические свойства
Хлорид хлоропентаамминкобальта(III) образует красные кристаллы
ромбической сингонии,
пространственная группа P nma,
параметры ячейки a = 1,334 нм, b = 1,033 нм, c = 0,673 нм, Z = 4.
Слабо растворяется в воде, не растворяется в разбавленной соляной кислоте.